# Karl Schwarzschild
Karl Schwarzschild (Frankfurt, 9 oktober 1873 — Potsdam, 11 mei 1916) was een Duits fysicus en astronoom, meest bekend door de astrofysische begrippen schwarzschildstraal en schwarzschildmetriek.
Al op jonge leeftijd kreeg hij privéles in wiskunde van een vriend van zijn vader en bouwde enkele kleine telescoopjes. Toen hij 16 jaar oud was bestudeerde hij met een grotere telescoop dubbelsterren en bracht twee artikelen over hun banen uit. Vier jaar later ging hij studeren aan de universiteit van München, waar hij drie jaar later een doctorstitel behaalde. Op deze universiteit verfijnde hij de interferentiemeter, een apparaat om dubbelsterren beter te kunnen scheiden. Na zijn afstuderen in 1897 werd hij aangenomen bij het observatorium Kuffner in Ottakring (Wenen), waar hij in 1901 professor werd. In 1909 werd hij als directeur aangenomen bij het astronomisch observatorium in Potsdam. Vanaf 1912 was hij lid van de Pruisische Academie van Wetenschappen.
In 1914 trad hij in in het Duitse leger en diende aan het oostelijk en westelijk front bij de artillerie om met uitwendige ballistiek kogelbanen te berekenen. In 1915 schreef hij, nog steeds in dienst in Rusland, drie verhandelingen: één over kwantumtheorie en twee over algemene relativiteit. Hij correspondeerde in 1915 met Albert Einstein. Een brief van 22 december 1915 sloot Schwarzschild af met "Zoals u ziet, ondanks het hevige kanongebulder staat de oorlog het mij toe om een wandeling te maken in uw ideeënlandschap." Einstein schreef terug: "Ik heb uw brief gelezen met grote belangstelling. Ik had niet verwacht, dat iemand de exacte oplossing van het vraagstuk kon formuleren op zo een eenvoudige manier. Ik hou zeer veel van uw wiskundige behandeling van het onderwerp. Volgende donderdag zal ik het werk aan de Academie voorstellen met enkele woorden uitleg."
Hij stierf aan pemfigus, een zeldzame huidaandoening.
Hij is de vader van Martin Schwarzschild.
Er is een krater op de maan naar hem vernoemd en ook de planetoïde 837 Schwarzschilda.
- Bibsys: 97043908
- Bibliothèque nationale de France: cb123988975 (data)
- Catàleg d'autoritats de noms i títols de Catalunya: 981058527772106706
- CiNii: DA06595421
- Gemeinsame Normdatei: 119051524
- International Standard Name Identifier: 0000 0000 8101 0542
- Library of Congress Control Number: n87810561
- Nationale Bibliotheek van Letland: 000244554
- Mathematics Genealogy Project: 52349
- Nationale Bibliotheek van Tsjechië: mub2018994596
- Nationale Bibliotheek van Israël: 987007272232005171
- Nationale Bibliotheek van Polen: a0000002892168
- Nederlandse Thesaurus van Auteursnamen: 078246008
- Réseau des bibliothèques de Suisse occidentale: 02-A018059861
- SNAC: w6ms3vd6
- Système universitaire de documentation: 033087067
- Virtual International Authority File: 22226062
- WorldCat: E39PBJcwCpYVcBVGQvXvTqmyBP